# Kryterium animacji

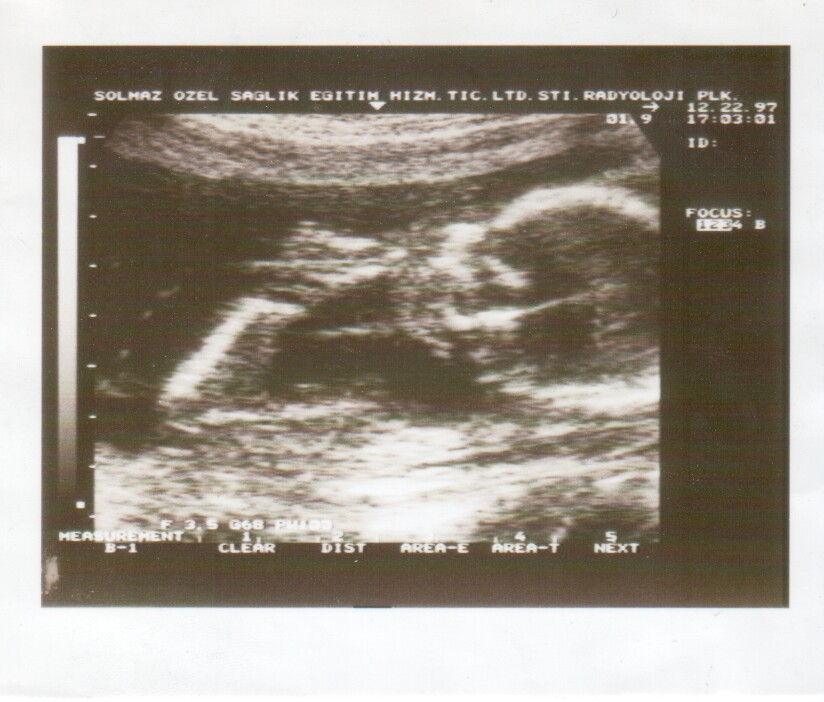
Kryterium animacji można rozumieć dwojako, na sposób świecki (ruchy płodu) i teologiczny (połączenie duszy z ciałem). Na zdjęciu skan USG

Kryterium animacji – jedno z kryteriów rozwojowych człowieczeństwa, a więc prób odpowiedzi na pytanie, kiedy rozwijający się zarodek (a więc człowiek w sensie opisowym) staje się osobą moralną (a więc człowiekiem w sensie normatywnym).

## Sposoby rozumienia kryterium
Kryterium to należy do kryteriów rozwojowych, które są dynamiczne i funkcjonalne. Jak inne z tej grupy, kryterium to opiera się więc na rozwoju zarodka, na procesie embriogenezy, podczas którego rozwijający się embrion wykształca coraz to nowe funkcje.
Za cechę konstytutywną przyjmuje się w tym kryterium animację. Jednakże słowo to posiada różne znaczenie, również w samej dyskusji nad początkami życia ludzkiego:
- w teologii rozumie się przezeń uduchowienie, czyli połączenie się duszy (niematerialnej) z materialnym ciałem, w efekcie czego tworzy się będąca jedną całością osobą
- w sensie świeckim chodzi o ożywienie, czyli nabycie w trakcie rozwoju zarodkowego zdolności poruszania się.

### Rozumienie świeckie
Dyskusja świeckiego sposobu rozumienia tego tematu sięga starożytności. Arystoteles uważał, że płód ludzki zaczyna poruszać się około 40. dnia, jeśli jest płci męskiej, bądź około 90 dnia życia, jeśli jest płci żeńskiej. Współczesna medycyna zrewidowała te poglądy, nie czyniąc rozróżnienia ze względu na sprawy związane z płcią i umieszczając nabycie zdolności do ruchu pomiędzy 13 a 20 tygodniem rozwoju embrionalnego.
Obecnie tak rozumiane kryterium animacji nie jest zbyt ważne w debacie o początkach człowieka.

### Rozumienie teologiczne

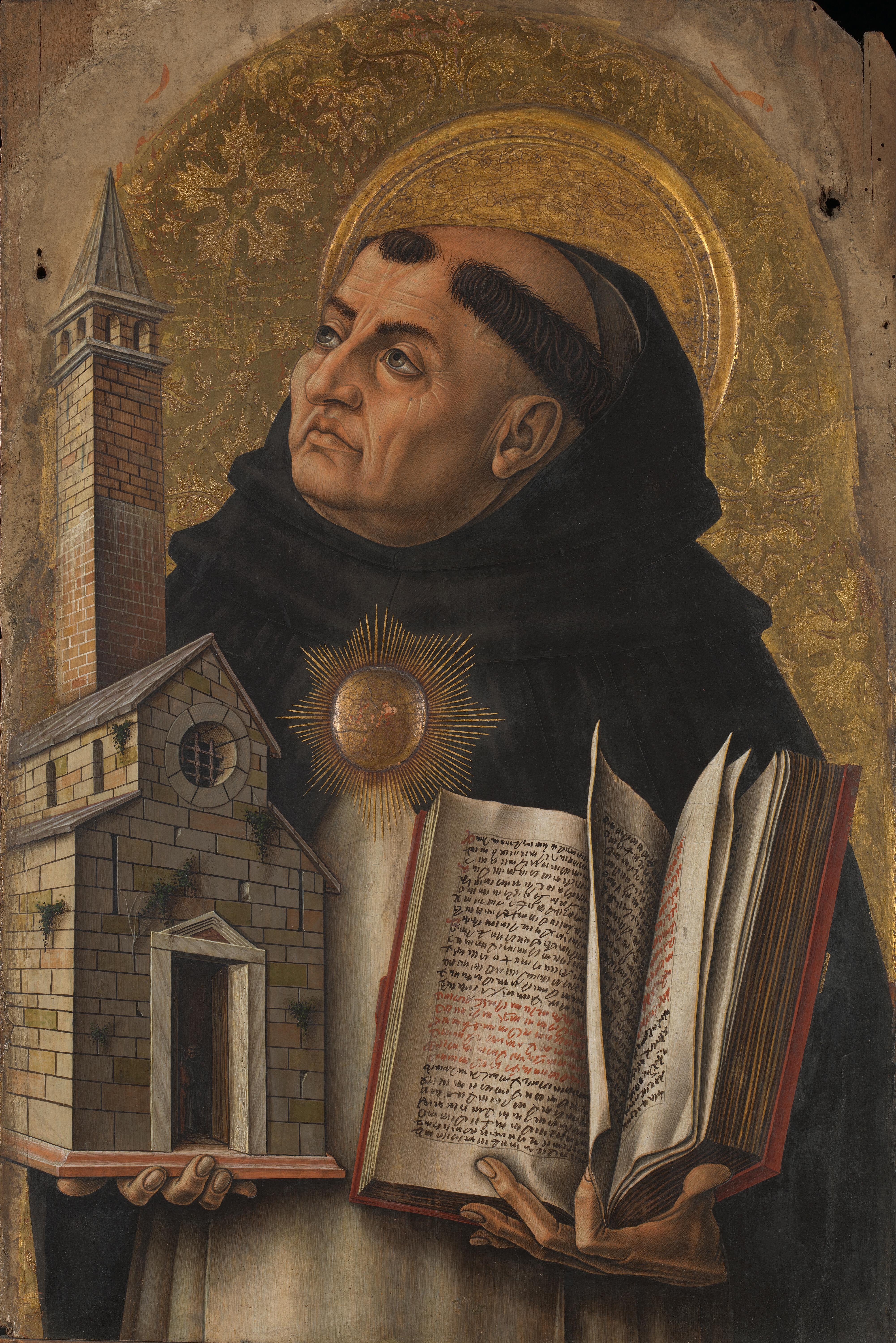
Tomasz z Akwinu uważał, że ruchy płodu świadczą o posiadaniu przezeń duszy

Teologiczny sens tego kryterium jest znacznie młodszy. Pochodzi on od Tomasza z Akwinu, z XIII wieku. Filozof ten nie czynił rozróżnienia pomiędzy obiema postaciami kryterium, uważając ożywienie za równoważne z uduchowieniem. W jego opinii ruchy świadczyły o posiadaniu duszy. Również i ten pogląd daleki jest od współczesnego spojrzenia na ten problem. Obecnie do najczęstszych koncepcji należą:
- animacja bezpośrednia
- animacja opóźniona, czyli sukcesyjna, dzielona z kolei na 2 rodzaje:
  - animacja przedimplantacyjna
  - animacja poimplantacyjna.

Koncepcja animacji bezpośredniej stanowi, że uduchowienie odbywa się w czasie zapłodnienia. Krytyka tego poglądu korzysta z podobnych argumentów, jak kryterium genetyczne człowieczeństwa. Otóż duszę uznaje się za nierozciągłą i niepodzielną. Posiadanie duszy przez zygotę oznaczałoby w pewnych wypadkach, jak podział zygoty z wytworzeniem się bliźniąt jednojajowych, podział tej duszy, aby każdy bliźniak miał własną duszę. Podobny problem stwarza również możliwość fuzji.
Przeciwko kryterium animacji bezpośredniej wysuwa się także fakt, że przed zagnieżdzeniem z dróg rodnych kobiety usuwanych jest około połowy jaj płodowych.
Innym kryterium jest indywidualizacja zarodków, pasująca do koncepcji animacji przedimplantacyjnej.
Jeszcze inni specjaliści wysuwają jako kryterium implantację jaja płodowego. Zachodzi ona około 7-9 dnia po zapłodnieniu. Animacja miałaby wedle tych teologów zachodzić po zakończeniu zagnieżdżania się, a więc po wytworzeniu się funkcjonalnego złączenia zarodka z organizmem matki (animacja poimplantacyjna). Wadą tego kryterium jest to, że implantacja wydaje się procesem zewnętrznym, w przeciwieństwie do wymienianych powyżej przemian zachodzących w nowym organizmie.

## Obejście kryterium
Rozbieżność opinii w kwestii rozumianej teologicznie animacji stanowi problem. Jednakże obchodzi się go, uzasadniając wyróżniony status również form nieuduchowionych. Tadeusz Ślipko używa tutaj zasady partycypacji. Wychodzi od z koncepcji prawa naturalnego, przyznając zygocie H. sapiens wewnętrzną celowość, która wynikać ma z planu Boga. Bóg tak ukierunkował zygotę ludzka, by stawała się osobą moralną. Wobec tego komórka ta uczestniczy w moralnej godności należnej osobie. Autor ten nie przyznaje zygocie wartościowości osoby, przyznaje jej natomiast ochronę praw przynależnych osobie, do stania się którą zygota dąży. Ma to daleko idące skutki normatywne: wykluczenie traktowania zygoty (i zarodka, a potem płodu) jako tylko materialnego podłoża dla duszy, traktowanie zadania zarodkowi śmierci na równi z zabójstwem i uniemożliwianie manipulacji na nim.
Podobne stanowiska zajmują autorzy oficjalnych dokumentów Kościoła katolickiego. Deklaracja o przerywaniu ciąży, autorstwa Kongregacji Nauki Wiary z 1974, podaje, że świadomie nie precyzuje czasu animacji z uwagi na różnice poglądów i brak tradycji. Powołuje się za to na stały kod genetyczny. Dokument dopuszcza możliwe choćby przypadkowego wątpienia w status osoby zygoty ludzkiej, wykorzystuje jednak argument moralnej ostrożności, uznając samą możliwość popełnienia zabójstwa, gdyby zygota jednak była człowiekiem w sensie osoby, za grzech ciężki. Podobnie wypowiadał się papież Jan Paweł II, uważając samo prawdopodobieństwo istnienia osoby za wystarczające dla zakazu działań mogących prowadzić do pozbawienia tego organizmu życia. Z drugiej strony Instrukcja o szacunku dla rodzącego się życia ludzkiego i o godności jego przekazywania autorstwa tej samej instytucji, ale wydana w 1987, podaje, że pomimo braku zajęcia stanowiska przez Magisterium Kościoła, człowieka należy traktować jako osobę z przyznaniem mu należnych osobie praw (w tym prawa do życia) od momentu poczęcia.